# 迪拜SLS酒店&公寓
迪拜SLS酒店&公寓，是阿联酋迪拜的一座摩天大樓，高335公尺、75層樓，於2016年動工、2020年完工，為迪拜第17高樓。